# All This Love (album DeBarge)
All This Love è il secondo album in studio del gruppo musicale statunitense DeBarge, pubblicato il 22 aprile 1982.

## Tracce
1. I'll Never Fall in Love Again – 4:37
2. Stop! Don't Tease Me – 6:00
3. I Like It – 4:40
4. Can't Stop – 4:05
5. All This Love – 5:52
6. It's Getting Stronger – 4:00
7. Life Begins with You – 4:48
8. I'm in Love with You – 3:35